# Skeemz
Skeemz est un groupe belge de hip-hop et soul, originaire de Gand, en Région flamande.

## Histoire
Le groupe est composé de Lady Linn, et formé lorsque le présentateur de Studio Brussel Eric Smout a demandé à DJ Buzz (Howie Dunham) de monter un groupe pour jouer quelques chansons pendant la tournée De Nachten. En 2005, le groupe sort le single Ain't You Heard, avec des contributions de Balo et Ya Kid K.
Skeemz remporte le Oost-Vlaamse muziekprijs en 2006 et est nommé « meilleur nouveau groupe » aux TMF Awards la même année.
Le groupe a notamment joué au Pukkelpop et au Gent Jazz Festival. 

## Discographie
- 2005 : Ain't You Heard